# إلمر مارين
إلمر مارين (بالإسبانية: Elmer Marín)‏ (14 أكتوبر 1979 في هندوراس - ) هو مدرب كرة قدم ولاعب كرة قدم هندوراسي في مركز الوسط. شارك مع منتخب هندوراس لكرة القدم. أما مع النوادي، فقد لعب مع ريال إسبانيا ونادي ديبورتيفو أوليمبيا ونادي بيدا وAtlético Olanchano ‏ وLobos UPNFM ‏ وريال كوماياغوا ‏ وDeportes Savio F.C. ‏.

## وصلات خارجية
- إلمر مارين على موقع الاتحاد الدولي (مؤرشف)  (الإنجليزية)
- إلمر مارين على موقع قاعدة بيانات كرة القدم.إي يو (الإنجليزية)
- إلمر مارين على موقع ناشيونال فوتبول تيمز (الإنجليزية)